# Pauli-elv

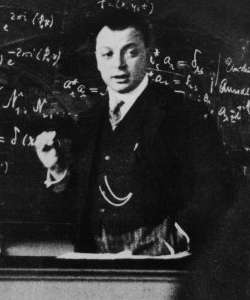
Az elvet megfogalmazó Wolfgang Pauli

A Pauli-elv (vagy Pauli-féle kizárási elv) a kvantummechanika egyik törvénye, amely azt mondja ki, hogy két azonos fermion (félegész spinű részecske) nem foglalhatja el ugyanazt a kvantumállapotot egy időben.
Adott hőmérsékleten egy energiaszint átlagos betöltöttségét fermionok esetén a Fermi–Dirac-statisztika határozza meg.
A Pauli-elv felelős az atomhéjak stabilitásáért, s így a kémia létezéséért, vagy a degenerált anyag stabilitásáért extrém nagy nyomás esetén (például neutroncsillag).
A kizárási elv matematikailag a hullámfüggvény definíciójából következik, azonos részecskék esetén ez szimmetrikus vagy antiszimmetrikus lehet, a részecskék spinjétől függően. Az antiszimmetrikus hullámfüggvényű részecskéket fermionoknak nevezzük. Ilyenek a jól ismert elektron, proton és neutron, de ide tartoznak a neutrínók, kvarkok is, valamint az atomok egy része. Az alapvető részecskék közül az ún. anyagi részecskék, azaz a kvarkok és leptonok a fermionok. A fermionok feles vagy félegész spinűek (azaz 1/2, 3/2, 5/2 stb.), ami azt jelenti, hogy a belső vagy saját impulzusmomentumuk a redukált Planck-állandó félegészszerese.
Az egész spinű, szimmetrikus hullámfüggvényű részecskéket bozonoknak hívjuk, rájuk a kizárási elv nem vonatkozik. Akárhányan elfoglalhatják ugyanazt a kvantumállapotot. A szuperfolyékonyság és szupravezetés ezen tulajdonság következménye. Az alapvető részecskék közül bozonok a kölcsönhatásokat közvetítő részecskék, valamint a Higgs-bozonok.

## A kvantumállapot szimmetriájával való kapcsolata
A Pauli-elvet Pauli eredetileg tapasztalati elvként fogalmazta meg. Pauli 1924-ben találta fel, hogy megmagyarázza a kísérleti eredményeket a Zeeman-effektusban az atomok spektroszkópiájában, a ferromágnesességet és azt, miképp szabályozza az atomok elektronszerkezete a periódusos rendszert. Mindezt azelőtt, hogy Werner Heisenberg és Erwin Schrödinger megfogalmazta volna a modern kvantummechanikát. De ez nem jelenti azt, hogy az elv bármilyen értelemben közelítő jellegű vagy megbízhatatlan lenne, ez a fizika egyik legjobban ellenőrzött és elfogadott eredménye.
A kizárási elv származtatható abból a feltételből, hogy a részecskék antiszimmetrikus kvantumállapotban vannak. A spin-statisztika tétel szerint az egész spinű azonos részecskék hullámfüggvénye szimmetrikus, a félegész spinűeké antiszimmetrikus. Más spinérték pedig egyébként nem létezik az impulzusmomentum algebrája szerint.
Azonos, nem kölcsönható részecskék esetén, egy antiszimmetrikus kétrészecske-állapot, ahol az egyik részecske az {\displaystyle \left|\psi _{1}\right\rangle } (braket-jelölés), a másik pedig az {\displaystyle \left|\psi _{2}\right\rangle } állapotban van:
{\displaystyle |\psi _{1},\psi _{2}\rangle ={\frac {1}{\sqrt {2}}}\left(|\psi _{1}\rangle \otimes |\psi _{2}\rangle -|\psi _{2}\rangle \otimes |\psi _{1}\rangle \right)}
Ha viszont {\displaystyle \left|\psi _{1}\right\rangle } és {\displaystyle \left|\psi _{2}\right\rangle } ugyanaz az állapot, akkor ez az állapot eltűnik (nulla):
{\displaystyle |\psi _{1},\psi _{2}\rangle =0}
Ez nem egy érvényes (lehetséges) kvantumállapot, mivel az érvényes állapotoknak egyes értékű normával kell rendelkezniük. Más szavakkal, sohasem találhatjuk a részecskéket ilyen állapotban, amikor ugyanazt a kvantumállapotot foglalják el.

## Következmények
A Pauli-elv mélységes szerepet játszik számos fizikai jelenségben. Az egyik legfontosabb a fermionok „merevsége” vagy „keménysége” a bozonokhoz képest – lehetetlen fermionokat egymásba préselni –, így a közönséges anyag merevsége a Pauli-elv közvetlen következménye. Egy másik következmény az atomok bonyolult elektronszerkezete és a mód, ahogy megosztják egymás között elektronjaikat, így a kémiai elemek és kombinációinak változatossága, azaz a kémia.
Vegyük a héliumatom példáját, ami két elektronnal rendelkezik. Mindkét elektron elfoglalhatja a legalacsonyabb energiájú (1s) állapotot, feltéve hogy ellenkező irányú a spinjük. Mivel azonban a spinnek csak két állapota lehetséges, a lítiumatom harmadik elektronja már csak a magasabb energiájú (2s) állapotban lehet. Hasonló okok miatt töltődnek fel a további elemek magasabb energiaállapotai és így alakul ki a periódusos rendszer.
A csillagászat a Pauli-elv másik látványos demonstrációját szolgáltatja a fehér törpék és a neutroncsillagok formájában. Mindkét fajta objektumban a szokásos atomi struktúrák szétszakadnak a hatalmas gravitáció miatt, az alkotórészeket csak a Pauli-elv által szolgáltatott „degenerációs nyomás” tartja egymástól távol. Az anyag ezen egzotikus formáját degenerált anyagnak hívjuk. A fehér törpékben az anyagot egymástól az elektronok degenerációs nyomása tartja távol. A neutroncsillagok nagyobb gravitációja miatt az elektronok bemerülnek a protonokba, hogy együtt neutronokat alkossanak, amik nagyobb degenerációs nyomást hoznak létre. A feltételezések szerint a kvarkcsillagok ennél is tovább lépnek, ott a kvarkok a neutronokból kiszabadulva még nagyobb degenerációs nyomást képesek létrehozni.
Egy másik fizikai jelenség, amiért a Pauli-elv felelős, a ferromágnesség, ahol a kizárási effektus energiacserét eredményez, ami a szomszédos elektronokat egy irányba rendeződésre készteti (míg klasszikusan ellentétesen állnának be).

## Kivételek
Az általános relativitáselmélet szerint egy tömegpont korlátlanul növekedhet, legyőzve a degenerációs nyomást, így az anyagot egy fekete lyukba összeomlasztva.